# Управление Конгресса США по бюджету
Управление Конгресса США по бюджету — федеральное агентство, подчиняющееся Конгрессу США Правительства Соединённых Штатов. Оно было создано во исполнение Закона США о контроле Конгресса США за бюджетом и конфискациями 1974 года (Congressional Budget and Impoundment Control Act of 1974).
В оценке расходов на обеспечение Конгресса США Управление Конгресса США по бюджету служит цели, аналогичной деятельности Объединенного комитета по налогам по учёту доходов, причитающихся на Конгресс США, деятельности министерства финансов по учёту доходов для Федерального Правительства США и деятельности по учёту расходов для исполнительной ветви Правительства США.
Обязанности этого ведомства включают в себя определение вероятной нагрузки на бюджет, вызванной принятием предлагаемых законов (законопроектов). Основной целью ведомства является обеспечение объективного, непредвзятого, своевременного анализа, необходимого для принятия экономических решений или решений, создающих нагрузку на бюджет. Такой анализ должен содержать информацию и оценки, необходимые для проведения бюджетного процесса в Конгрессе США

## Руководители Управления
| Филипп Ли Суэйджел                       | 03.06.2019 — настоящее время |
| Кит Холл                                 | 01.04.2015 — 31.05.2019      |
| Дуглас Элмендорф                         | 22.01.2009 — 31.03.2015      |
| Роберт Саншайн (исполняющий обязанности) | 25.09.2008 — 22.01.2009      |
| Питер Орсзак                             | 18.01.2007 — 25.09.2008      |
| Дональд Маррон (исполняющий обязанности) | 29.12.2005 — 18.01.2007      |
| Дуглас Хольтц-Экин                       | 05.02.2003 — 29.12.2005      |
| Барри Андерсон (исполняющий обязанности) | 03.01.2003 — 05.02.2003      |
| Дэн Криппен                              | 03.02.1999 — 03.01.2003      |
| Джеймс Блюм (исполняющий обязанности)    | 29.01.1999 — 03.02.1999      |
| Джун О’Нилл                              | 01.03.1995 — 29.01.1999      |
| Роберт Рейсхауер                         | 06.03.1989 — 28.02.1995      |
| Джеймс Блюм (исполняющий обязанности)    | 06.03.1989                   |
| Эдвард Грэмлик (исполняющий обязанности) | 28.04.1987 — 06.03.1989      |
| Рудольф Пеннер                           | 01.09.1983 — 28.04.1987      |
| Элис Ривлин                              | 24.02.1975 — 31.08.1983      |